# Alonso Sánchez Coello
Alonso Sánchez Coello (Benifairó de les Valls, 1531 circa – Madrid, 8 agosto 1588) è stato un pittore spagnolo, pittore di camera di re Filippo II di Spagna.

## Biografia
Di origine portoghese, soggiornò nelle Fiandre dove fu allievo del pittore Antonio Moro e, in seguito, entrò al servizio del re di Spagna Filippo II come ritrattista della famiglia reale.
Lo stile ritrattistico risente dell'influsso del maestro Antonio Moro e di Tiziano, di cui copiò numerosi dipinti.